# Kourken Pahlevanian
Kourken Pahlevanian (en arménien : Գուրգեն Փահլեւանյան ) est un homme politique arménien.
Il a été maire d'Erevan, la capitale de l'Arménie, du 1er juin 1957 au 21 mars 1960.